# Mariä Geburt (Berganger)

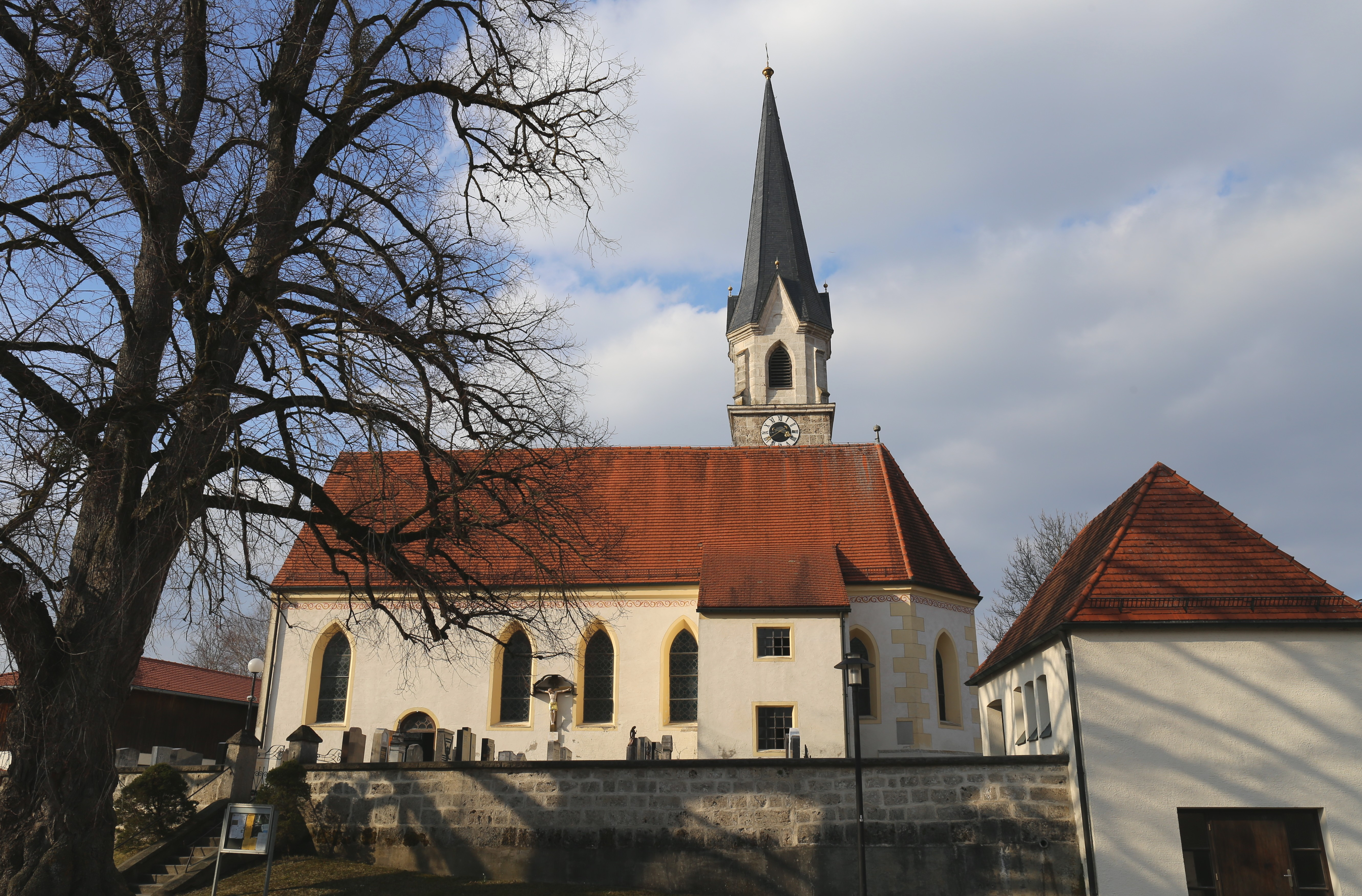
Mariä Geburt in Berganger

Die römisch-katholische Filialkirche Mariä Geburt steht in Berganger, einem Gemeindeteil von Baiern im oberbayerischen Landkreis Ebersberg von Bayern. Das Bauwerk ist als Baudenkmal unter der Nr. D-1-75-113-4 eingetragen. Die Kirche gehört zum Erzbistum München und Freising.

## Beschreibung

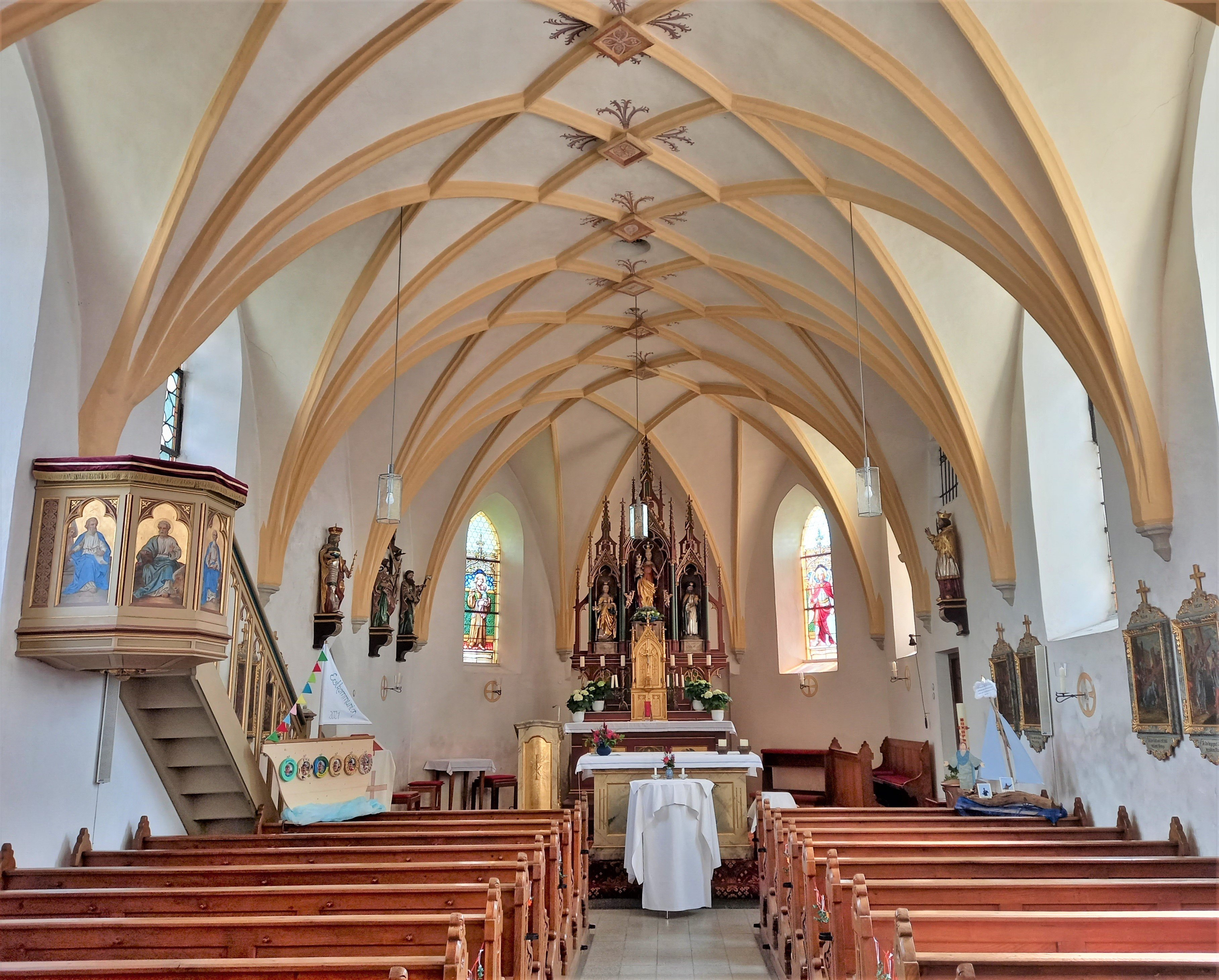
Mariä Geburt, Innenraum mit Blick zum Chor

Die Saalkirche wurde um 1500 erbaut. Sie besteht aus einem Langhaus, einem dreiseitig geschlossenen Chor im Osten, einer Sakristei unter dem Schleppdach an der Südwand und einem Chorflankenturm aus Quadermauerwerk auf quadratischem Grundriss an der Nordwand des Chors. Sein oberstes quadratisches Geschoss beherbergt die Turmuhr. Darauf sitzt ein achteckiges Geschoss für den Glockenstuhl. Darüber erhebt sich ein spitzer, schiefergedeckter Helm. Der Innenraum ist mit einem Netzgewölbe mit quadratischen Schlusssteinen überspannt. Am neuen Hochaltar befinden sich Skulpturen der Maria und der Barbara von Nikomedien aus dem frühen 16. Jahrhundert. Die übrige Kirchenausstattung ist neugotisch.

## Orgel

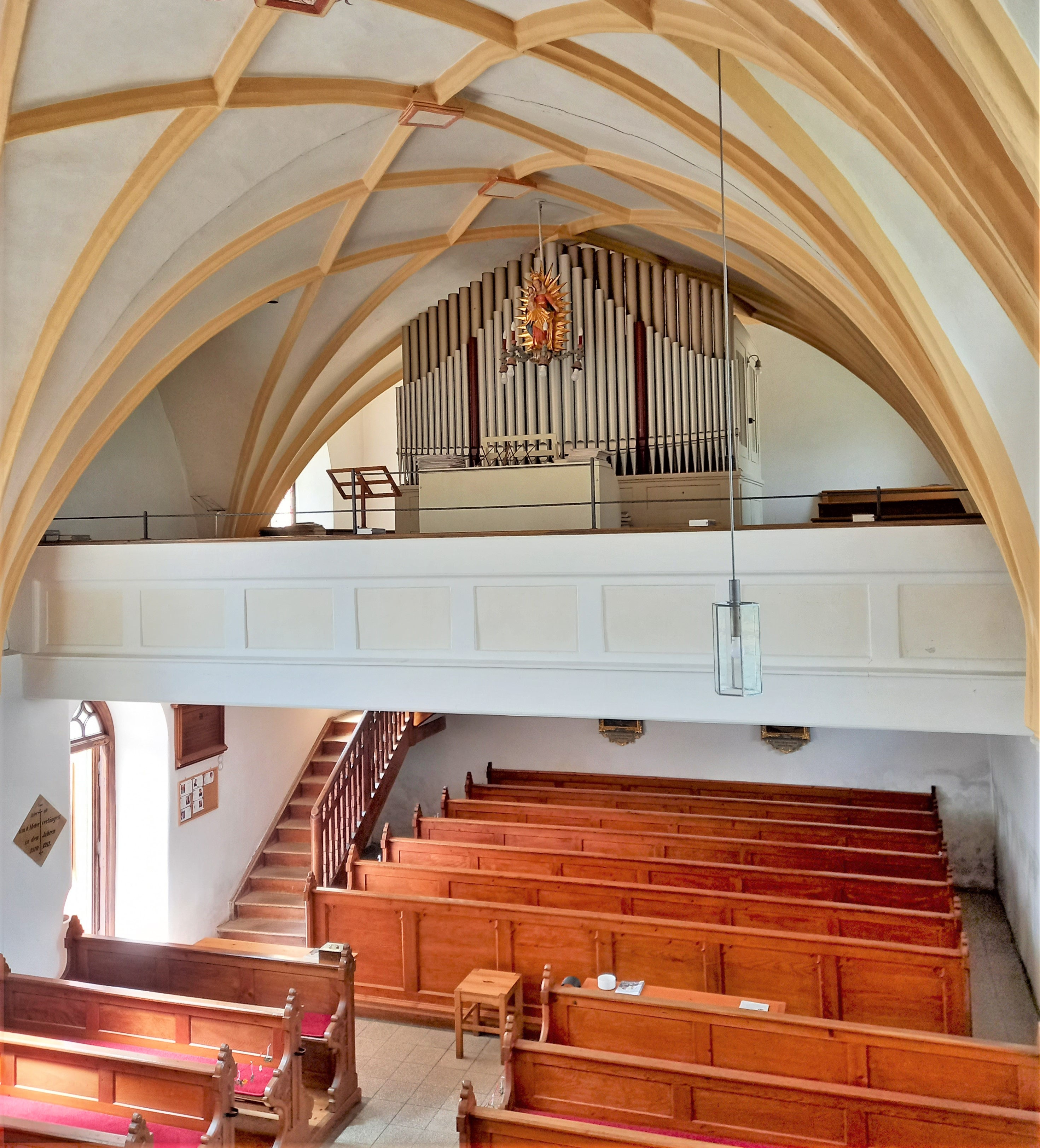
Die Schuster-Orgel

Die Orgel mit 11 Registern auf zwei Manualen und Pedal wurde von Orgelbau Carl Schuster & Sohn um 1947 neu gebaut. Die Disposition lautet:
| I Manual C–g3 |       |
| Gedeckt       | 8′    |
| Principal     | 4′    |
| Rohrquinte    | 2 ⁄3′ |
| Mixtur        | 2′    |

| II Manual C–g3  |       |
| Flötenprincipal | 8′    |
| Salicional      | 8′    |
| Flöte           | 4′    |
| Sesquialtera    | 2 ⁄3′ |
| Blockflöte      | 2′    |

| Pedal C–f1 |     |
| Subbaß     | 16′ |
| Zartbaß    | 16′ |

- Koppeln: II/I, I/P, II/P, Superoktavkoppel II/I, Suboktavkoppel II/I
- Spielhilfen: Pianopedal, Crescendo
- Bemerkungen: Kegellade, pneumatische Spiel- und Registertraktur, freistehender Spieltisch